# Kapazitätsmarkt
Ein Kapazitätsmarkt bezeichnet ein Element des Marktdesigns für den Strommarkt, bei der ein Handel nicht mit verbrauchter Strommenge, sondern bereitgestellter Leistung stattfindet. Dadurch erhalten Erzeuger Geld, unabhängig davon, ob eine Einspeisung (zeitweise) weniger oder keinen Strom erzeugt. Der Handel mit Kapazitäten erfolgt auf kurzfristiger Basis im Rahmen von Regelenergie-Auktionen, die in der EU einheitlich geregelt sind. Im Fokus der politischen Diskussion um einen Kapazitätsmarkt stand hingegen die langfristige Vermarktung von Kapazitäten (Beispiel: Jahresbedarfsplan). 
Bisher gibt es in Deutschland keine einheitliche Definition des Begriffs und auch keinen Kapazitätsmarkt im eigentlichen Sinne. Im Gegensatz dazu existiert ein sogenannter Energy-only-Markt sowohl für Spot- wie für Termingeschäfte, bei dem die Vergütung aufgrund eingespeister Arbeit (Wattstunden) berechnet wird. Ein langfristiger Kapazitätsmarkt dient daher hauptsächlich zur Investitionssicherung und weniger zum operativen Teil der Stromversorgung.

## Hintergrund
Aufgrund des steigenden Anteils erneuerbarer Energien an der Stromerzeugung in Deutschland und der EU wird im Rahmen der Energiewende diskutiert, ob das derzeitige Strommarktdesign den besonderen Anforderungen des volatileren Energieangebots fluktuierender regenerativer Energien gewachsen ist. Insbesondere stellt sich die Frage, ob es notwendig ist, steuerbare Kraftwerke als Reservekapazitäten bereitzuhalten, um Versorgungsengpässe überbrücken zu können. Im derzeitigen Strommarkt wird die Bereitstellung von Kapazität (Leistung) einheitlich nur im Rahmen kurzfristiger Regelenergie-Auktionen monetär vergütet, ansonsten zählt im integrierten EU-Markt nur die tatsächlich gelieferte Menge an Strom (Arbeit). Man spricht darum von einem Energy-only-Markt. Der zunehmende Anteil erneuerbarer Energien (in Deutschland vor allem Windkraft und Photovoltaik) kann sich auf die Rentabilität von Betrieb und Instandhaltung vieler konventioneller Kraftwerke auswirken, so dass es in Zukunft temporär zu einem Unterangebot an gesicherter Leistung kommen könnte. Man spricht hier von einer Deckungslücke. Dies bedeutet, dass temporär nicht genügend Kapazität verfügbar sein könnte, um etwa in Zeiten geringerer Wind- und Solarstromeinspeisung insbesondere die Spitzenlast zu decken. Kapazitätsengpässe können dabei durch Ausfall von Kraftwerken oder Leitungen noch zusätzlich verstärkt werden. Allerdings war von Anbeginn sehr umstritten, inwiefern dieses Risiko tatsächlich durch einen langfristigen Kapazitätsmarkt reduziert wird. Stromunternehmen vertreiben ihre Erzeugung überwiegend über Langzeitverträge und sichern deswegen die flukturiende Erzeugung in einem internen Optimierungsprozess mit steuerbarer gesicherter Erzeugung und kurzfristigen Zukäufen am EU-weiten Intraday- und Day-Ahead-Markt ab. Und für kurzfristige lokale Engpässe gibt es ja schon den Regelenergie-Markt, der heutzutage auch fest in die Handels- und Vertriebsstrategie größerer Stromunternehmen einbezogen wird, sowie in Deutschland die zusätzliche „Kapazitätsreserve“ (s. u.). Mit anderen Worten, fluktuierende Stromerzeugung schafft grundsätzlich eine Nachfrage nach steuerbarer gesicherter Leistung (die in Deutschland traditionell zum großen Teil durch Kohlekraftwerke bereitgestellt wurde). Indessen ist dann auch der Treiber für die erneute deutschlandweite Diskussion von 2024 um langfristige Kapazitätsmärkte in Deutschland eher dem Anliegen geschuldet, die Energiewende schneller voranzutreiben und Investitionsanreize für die Substitution von alten Kohlekraftwerken sowie den Bau moderner Gaskraftwerke zu schaffen.

## Politischer Reformprozess
Im Oktober 2014 legte das Bundeswirtschaftsministerium ein Grünbuch zur Strommarktreform vor, in dem mehrere Maßnahmen für einen sicheren, kosteneffizienten und umweltverträglichen Einsatz aller Erzeuger und Verbraucher sowie Lösungsansätze für eine ausreichende, kosteneffiziente und umweltverträgliche Kapazitätsvorhaltung diskutiert werden. Darin wird diskutiert, welche Maßnahmen erforderlich sind, damit der Strommarkt auch in Zukunft ausreichend Investitionen in die erforderlichen Kapazitäten generiert und ob ein Kapazitätsmarkt eingeführt werden muss oder ein reformierter Energy-Only-Markt genügt (das heißt, ob vorgehaltene Kraftwerksleistungen vergütet werden müssen oder aber – im Energy-Only-Markt – lediglich Energielieferungen vergütet werden).
Nach einer öffentlichen Konsultationsphase legte das Bundeswirtschaftsministerium ein Weißbuch mit konkreten Reformmaßnahmen vor (Juli 2015). Darin sprach es sich für die Weiterentwicklung des Strommarkts zu einem Strommarkt 2.0 und gegen einen Kapazitätsmarkt aus.

## Bewertung (Stand 2014)
Die Einführung von Kapazitätsmärkten wird kontrovers beurteilt. Gutachten im Auftrag des Bundesministeriums für Wirtschaft und Energie im Jahr 2015 ergaben, dass Kapazitätsmärkte zu Mehrkosten von bis zu 15 Mrd. Euro bis zum Jahr 2030 führen würden, die Kunden für die Bereithaltung verlustbringender Kraftwerke aufbringen müssten. Dies komme einer „Sozialisierung der Risiken“ gleich. Kapazitätsmärkte seien demnach ebenfalls nicht dazu geeignet, CO2-Emissionen zu senken. Engpässe in der Stromversorgung werden in einem Zeitraum bis 2018 nicht gesehen. Als Alternative schlugen die Gutachter eine Flexibilisierung des bestehenden Systems vor, u. a. durch strategische Reserven.
In einem früheren Gutachten für das Bundeswirtschaftsministerium aus dem Jahr 2012 zum Thema Zukunftsfähiges Strommarktdesign sprach sich das Energiewirtschaftliche Institut an der Universität zu Köln dafür aus, dass die Einrichtung neuer Kapazitätsmechanismen „ein sinnvoller und wichtiger Bestandteil“ eines größeren Umbaus des Stromsystems sein könnte.
Das Deutsche Institut für Wirtschaftsforschung hingegen bezeichnet 2013 die Einrichtung eines Kapazitätsmarktes als „weder notwendig noch sinnvoll“.
Die Energiebranche ist sich hinsichtlich der Bewertung von Kapazitätsmärkten uneinig. Während E.ON und RWE die Einführung von Kapazitätsmärkten für dringend erforderlich halten, da ihrer Ansicht nach nur so ältere fossile Kraftwerke als Reserve bereitgehalten würden, kam eine interne Analyse von Vattenfall zu dem Ergebnis, dass Kapazitätsmärkte überflüssig seien. Bis mindestens 2020 seien in Deutschland genügend Kraftwerke vorhanden, zumal sich der derzeit (März 2014) niedrige Börsenstrompreis wieder erhole, wenn „die unwirtschaftlichsten Kraftwerke ausscheiden“. Öffentlich wollte sich Vattenfall zu dem Thema noch nicht äußern.
Der Bundesverband Erneuerbare Energie (BEE) lehnt Kapazitätsmärkte ab. Diese würden eine Subvention alter fossiler Kraftwerke darstellen, die Milliardenkosten für die Verbraucher hervorrufen und den Umbau der Energieversorgung blockieren würden, und zudem keine Arbeitsplätze schaffen würden. Angesichts der Überkapazitäten von etwa 100 GW reichten eine Reform des Energy-Only-Marktes (in dem nur Energielieferungen gehandelt werden, im Unterschied zum Kapazitätsmarkt, in dem auch Kapazitäten vergütet werden) und eine strategische Kapazitätsreserve aus, um Versorgungssicherheit sicherzustellen.
Der Bundesverband Erneuerbare Energie hat gemeinsam mit dem Bundesverband der Energie- und Wasserwirtschaft, dem Bundesumweltministerium und wissenschaftlichen Forschungseinrichtungen ein Konzept zur Strategischen Reserve erarbeitet, das nach den Kriterien Effizienz, Wettbewerbsintensität, Flexibilität und europäische Einbindung besser geeignet sei als Kapazitätsmärkte.
Eine Abwandlung des Kapazitätsmarktes ist das sogenannte Hybridmarkt-Modell. Bei diesem Modell können Stromkunden Kapazitätsanteile an Anlagen der volatilen Stromerzeugung erwerben, um Verbrauch und Erzeugung aufeinander abzustimmen (anders als im bisherigen System der Strombörse, wo der gesamte Strom unabhängig von seiner Herkunft unterschiedslos vermarktet wird). Geht der bezogene Strom über die Verfügbarkeit der Anlage hinaus, wird der übrige Stromverbrauch wie gewohnt als Strommenge auf dem konventionellen Markt bezogen. Dieses Modell realisiert einen Kapazitätsmarkt, bei dem nur erneuerbare Anlagen einen Zugang haben und schafft Raum für die konventionellen Kraftwerke im Handel für Strommengen.
In einer aktuellen wissenschaftlichen Stellungnahme der Helmholtz-Allianz Energy-Trans vom Januar 2015 wird von der Errichtung eines Kapazitätsmarktes abgeraten. Als Gründe dafür werden vor allem die eingeschränkte Reversibilität einer solchen Entscheidung sowie das Vorhandensein alternativer Instrumente zur Lösung des Problems der Versorgungssicherheit angeführt. Zudem wird darauf hingewiesen, dass die Umwelt- und Sozialverträglichkeit eines Kapazitätsmarkts fraglich sei. Ein optimaler Maßnahmenmix, „welcher den Strommarkt ertüchtigt, die Einspeisung erneuerbarer Energien bedarfsgerechter gestaltet und Anreize zum Ausbau von Netzen, Speichern und Nachfragemanagement setzt“ sei ausreichend, um die vorhandenen Probleme zu lösen, und sinnvoller als ein Kapazitätsmarkt.

## Kapazitätsreserve (Sicherheitsbereitschaft) in Deutschland
Im Weißbuch Ein Strommarkt für die Energiewende hat die Bundesregierung sich zwar gegen einen Kapazitätsmarkt ausgesprochen. Jedoch wurde dort die Einführung einer Kapazitätsreserve festgelegt, die in Zukunft bei Kapazitätsengpässen im Stromnetz nach der Regelenergie einspringen soll. Die Kapazitätsreserve soll vor allem von alten Braunkohlekraftwerken bereitgestellt werden. Der Unterschied zum Kapazitätsmarkt ist, dass die in die Kapazitätsreserve überführten Kraftwerke nicht mehr aktiv am Strommarkt teilnehmen dürfen und nach vier Jahren Einsatz in der Reserve stillgelegt werden sollen. Die Kraftwerke stehen also grundsätzlich außerhalb des Bedarfsfalls still, werden jedoch hierfür gemäß ihrer Leistung vergütet. Da durch die Kapazitätsreserve 2,7 GW an Braunkohleleistung frühzeitig aus dem Markt ausscheiden sollen, betrachtet die Bundesregierung diese Maßnahme im Vergleich zum Kapazitätsmarkt als sinnvolles Mittel zur CO2-Einsparung.